# Concepcion, Tarlac
Concepcion là một đô thị hạng 1 ở tỉnh Tarlac, Philippines. Theo điều tra dân số năm 2000, đô thị này có dân số 115.171 người trong 20.851 hộ. Theo điều tra dân số năm 2007, đô thị này có 135.213 dân.

## Barangay
Concepcion được chia thành 45 barangay.
| - Alfonso - Balutu - Cafe - Calius Gueco - Caluluan - Castillo - Corazon de Jesus - Culatingan - Dungan - Dutung-A-Matas (Jefmin Village) - Green Village - Lilibangan - Mabilog - Magao - Macabacle - Malupa | - Minane (Rose Park) - Panalicsican - Pando - Parang - Parulung - Pitabunan - San Agustin (Murcia) - San Antonio - San Bartolome (Balen Melacuan) - San Francisco - San Isidro (Almendras) - San Jose (Pob.) - San Juan (Castro) - San Martin - San Nicolas (Pob.) | - San Nicolas Balas - San Vicente (Calius/Corba) - Santa Cruz - Santa Maria - Santa Monica - Santa Rita - Santa Rosa - Santiago - Santo Cristo - Santo Niño - Santo Rosario (Magunting) - Talimunduc Marimla - Talimunduc San Miguel - Telabanca - Tinang |

## Liên két ngoài
- www.concepciontarlac.com Lưu trữ ngày 6 tháng 9 năm 2019 tại Wayback Machine
- concepciontarlac@yahoogroups.com
- Pasyalan Tarlac Lưu trữ ngày 17 tháng 10 năm 2009 tại Wayback Machine
- Mã địa lý chuẩn Philipin Lưu trữ ngày 13 tháng 4 năm 2012 tại Wayback Machine
- Thông tin điều tra dân số năm 2000 của Philipin Lưu trữ ngày 23 tháng 9 năm 2005 tại Wayback Machine
- Tarlac Directory Lưu trữ ngày 6 tháng 8 năm 2018 tại Wayback Machine

Bản mẫu:Tarlac